# Třída Tre Kronor
Třída Tre Kronor byla třída protiletadlových křižníků švédského námořnictva. Postaveny byly celkem dvě jednotky provozované ve Švédsku v letech 1947–1964. Obě již jsou vyřazeny. Jediným zahraničním uživatelem třídy bylo Chilské námořnictvo.

## Stavba

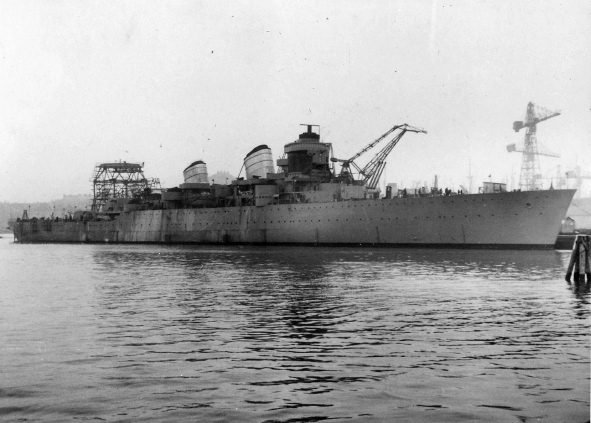
Křižník Tre Kronor během stavby

Projekt na stavbu třídy Tre Kronor byl vypracován v Itálii a dále upraven dle švédských požadavků.
Jednotky třídy Tre Kronor:
| Jméno      | Založení kýlu     | Spuštěna           | Vstup do služby   | Status                                                               |
| ---------- | ----------------- | ------------------ | ----------------- | -------------------------------------------------------------------- |
| Tre Kronor | 22. prosince 1943 | 16. prosince 1944  | 17. října 1947    | vyřazen 1964, částečně sešrotován, trup sloužil jako pontonový most. |
| Göta Lejon | 27. prosince 1943 | 17. listopadu 1945 | 15. prosince 1947 | vyřazen 1964, 1971 prodán Chile                                      |

## Konstrukce

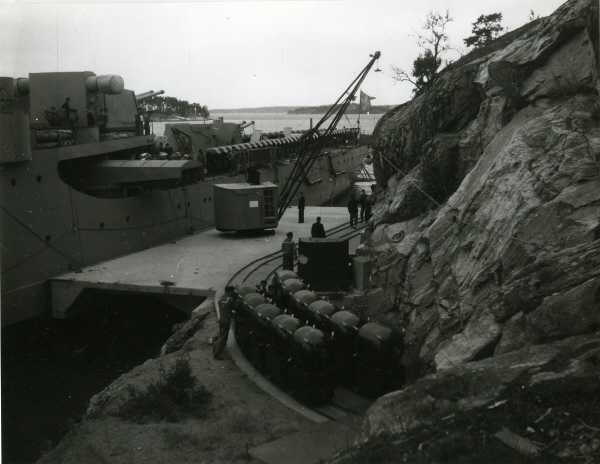
Křižník Göta Lejon nakládá miny

Hlavní výzbroj křižníků tvořilo sedm 152mm automatických kanónů Bofors umístěných v jedné třídělové věži na přídi a dvou dvoudělových věžích na zádi. Kanóny měly délku hlavně 53 ráží a elevaci 70°. Ty doplňovalo 20 kusů 40mm kanónů Bofors a devět 20mm kanónů. Plavidla dále nesla dva trojité 533mm torpédomety, přičemž mohly nést také až 120 námořních min.
V roce 1947 byly na oba křižníky instalovány radary. V letech 1951–1952 byly obě lodě upraveny v souladu se zkušenostmi z nedávno skončené druhé světové války. Došlo ke zvětšení můstku, instalaci nového systému řízení palby a 20mm kanóny nahradilo sedm hlavní ráže 40 mm. Jejich celkový počet stoupl na 27.
Poslední modernizace z let 1957–1958 se týkala už jen křižníku Göta Lejon. Plavidlo dostalo novou elektroniku a pozměněnou lehkou výzbroj, kterou tvořily čtyři jednohlavňové 57mm kanóny a 11 jednohlavňových 40mm kanónů.
Pohonný systém tvořily dvě převodové turbíny De Laval a čtyři kotle Motala. Lodní šrouby byly dva. Nejvyšší rychlost dosahovala 33 uzlů.